# Orquesta Sinfónica Venezuela
La Orquesta Sinfónica Venezuela (conocida también como Orquesta Sinfónica de Venezuela y OSV) es una de las orquestas más importantes de Venezuela. Fue fundada por Vicente Emilio Sojo el 24 de junio de 1930  y es, después de la Orquesta Sinfónica de Boston, la orquesta más antigua del continente americano. Sus directores titulares han sido los maestros Vicente Emilio Sojo, Vicente Martucci, Ángel Sauce, Antonio Estévez, Gonzalo Castellanos Yumar, Georg Schmöhe, Eduardo Marturet y Theodore Kuchar. Su sede actual está en el Teatro Teresa Carreño. La Orquesta Sinfónica Venezuela mantiene un programa de radio transmitido dos veces por semana a través de la Radio Nacional de Venezuela y realiza alrededor de setenta presentaciones al año.

## Historia
El 15 de enero de 1930, un grupo de 26 ilustres músicos se reunió en la Escuela de Música y Declamación de la Academia de Bellas Artes de Caracas (hoy Escuela Superior de Música José Ángel Lamas) por convocatoria del maestro Vicente Emilio Sojo, reconocido pedagogo y factor aglutinante de la incipiente agrupación, para establecer los cimientos de la que habría que ser la institución más firme creada en toda la historia musical de Venezuela hasta esa fecha. El 24 de junio de ese mismo año, la orquesta hizo su primera presentación pública en el Teatro Nacional y estuvo dedicada, según reza el programa de mano: «... a los altos funcionarios del Estado, a los artistas, literatos y a la muy culta sociedad caraqueña...» . El programa de esta primera función tuvo cuatro partes: la primera representó la obertura de El cazador furtivo, de Carl Maria von Weber y el Nocturno n.º 1 de Giuseppe Martucci. En la segunda se interpretó la Sinfonía n.º 34 de Mozart. La tercera consistió de dos arias de Johann Sebastian Bach cantadas por el tenor Luis Alberto Sánchez. La cuarta y última parte cerró la jornada con la Sinfonía n.º 1 en do mayor de Beethoven.
Una de las épocas más fructíferas de la Orquesta Sinfónica Venezuela fue la que presidió Pedro Antonio Ríos Reyna. Organizó las primeras giras al exterior (Perú, Colombia y Cuba) y en el interior del país se realizaron eventos como el Festival Latinoamericano de Música. Hubo un auge en programas de ópera con personalidades como Fedora Alemán y Eduardo Feo Calcaño, además de invitar a destacados solistas y directores de envergadura internacional, entre ellos Igor Stravinsky, Desiré Defauw, Thomas Mayer, Claudio Arrau, entre otros.
En la década de los sesenta y principios de los setenta, Ríos Reyna, entonces presidente de la Sociedad, hizo gestiones para conseguir un teatro propio para que la orquesta realizara sin contratiempos sus ensayos y conciertos regulares. Estando en estas diligencias, lo sorprendió la muerte, pero la sede finalmente se construiría, y el 19 de abril de 1983, la Orquesta Sinfónica Venezuela inauguró su sede permanente, la Sala Ríos-Reyna, y con ella el Teatro Teresa Carreño, el más importante de Venezuela y uno de los más importantes de América Latina.
Durante el siglo XX la orquesta acompañó durante sus presentaciones en el país a grandes directores internacionales, como Aaron Copland, Antal Dorati, Heitor Villa-Lobos, Sergiu Celibidache, Wilhelm Furtwängler, Igor Stravinski, Pierre Boulez, Zubin Mehta, Charles Dutoit y Lorin Maazel. Igualmente, son incontables las obras, tanto nacionales como internacionales, que esta orquesta ha estrenado mundialmente o interpretado por primera vez en Venezuela. Desde sus inicios la Orquesta Sinfónica Venezuela ha incursionado en todos los ámbitos posibles de la manifestación orquestal: ópera, ballet, musicales, música de cámara y series de conciertos, grabaciones de bandas sonoras, variados espectáculos sinfónicos, de los cuales destacan conciertos didácticos-infantiles, navideños, de música folklórica y popular, rock sinfónico y tangos, entre otros. 
En 1981, año en que le fuera otorgado el título de «Patrimonio Artístico de la Nación», la orquesta emprendería una de sus más relevantes giras a seis países europeos: Holanda, Alemania, España, Suiza, Austria y Francia. En 1998 realizó otra importante visita, en esa ocasión a Portugal, donde se presentó en la Expo Lisboa 1998 y fue la primera orquesta venezolana en presentarse en la ciudad de Funchal, isla de Madeira. En 2005 en el marco de su septuagésimo quinto aniversario, efectuó una gira por varias ciudades de Italia en homenaje al Bicentenario del Juramento del Libertador Simón Bolívar en el Monte Sacro, Roma. En 2007 viajó a la Federación Rusa, siendo la primera orquesta venezolana en hacerlo, presentándose en las ciudades de Izhevsk, Vótkinsk (Festival Chaikovski), Moscú y San Petersburgo. Ya en el año 2008, vuelve a ser pionera ofreciendo una serie de conciertos tanto en Atenas como en Patras, Grecia.

## Directores
Sus directores titulares han sido los maestros Vicente Emilio Sojo, Vicente Martucci, Ángel Sauce, Antonio Estévez, Gonzalo Castellanos, Georg Schmoehe, Eduardo Marturet, Theodore Kuchar y Angelo Pagliuca. 
El maestro Pedro Antonio Ríos Reyna fue presidente de la orquesta en los períodos 1950-1959; 1962-1963 y 1967-1971. Entre 1987 y 1995 su director artístico y musical fue el venezolano Eduardo Marturet. 
Actualmente la Sociedad Orquesta Sinfónica de Venezuela tiene como director titular a Angelo Pagliuca y su Junta Directiva está constituida por los profesores Rafael Casanova, presidente; José Patiño, vocal; César Ortega, secretario de actas.

## Músicos
Sus instrumentistas titulares han sido, entre otros, Víctor Guillermo Ramos Rangel, miembro fundador y fagotista; Edmundo Ros vocalista y director de orquesta, conocido por su fusión de la música latinoamericana tradicional y moderna. Tocó los timbales en la Orquesta Sinfónica Venezuela hasta el año 1937.
PERSONAL OSV AÑO 2005
Sede permanente:
Sala Ríos-Reyna
Teatro Teresa Carreño 

Junta Directiva
Presidente:
Alejandro Ramírez.
Vicepresidente:
Angelo Pagliuca.
Secretario de Actas:
Rubén Oscher.
Secretario de Propaganda:
Mark Friedman.
Vocal:
Lucía Colombo Pastori.

Comisión Artística
Joel Arias.
Ricardo Alvarado.
Domingo Pagliuca.
Olga Tkachenko.
Alfonso López.
Alejandro Ramírez.
Profesor Emérito:
Alberto Flamini
Coordinador Acervo
Histórico 75 Aniversario:
José Bergher
Investigación y Textos de los
Próceres de la OSV:
Alejandro Ramírez

MÚSICOS 2005

Violines Primeros
Alfonso López (Concertino).
Domingo García*.
Dmitri Pylenkoy.
Susana Salas.
Alejandro Ramírez.
Ernesto Parisca.
Aquiles Hernández.
Olena Vrublevska-Bastidas.
Pedro Guerrero.
Vianet García.
Antonio Vásquez.
Ángela Domínguez.
Ernesto Niño.
Julio César Lara.
Zamira Briceño.
Violines Segundos
Sigfrido Chiva (Solista).
Johan De Jesús Chapellín *.
José Domínguez.
Crismary García.
Lucía Alomoto.
Randy Laya.
Frank Vicent.
Margarita Rotinova.
Liber Cuervos.
Isabel Camacho.
Carlos Romero.
Daniel García.
Violas
Olga Tkachenko (Solista).
José Olmedo*.
José Patiño.
Rubén Haddad.
Carlos Paúl Rondón.
Lisandro Morales.
Ana María Oviol.
Adriana Vírgüez.
Eduardo Barradas.
Jeli Herrera.
Cellos
Carlos Izcaray (Solista).
Alfredo García*.
Juan Carlos Navas.
María Alejandra Saturno.
Ángela Ramírez.
Mario Arias.
Luis Alfredo Farfán.
Gabriela Jiménez.
Rosángela Bustillos.
Bogdan Trochanowski.
Contrabajos
Carlos Valenzuela (Solista).
Gustavo Ruiz*.
Miguel González Kong.
César Ortega.
José Alexis Cervantes.
Mylene Zambrano.
Félix Tovar.
Nora Arenas.
Alexis Cedeño.
José Aparicio.
Flautas
Glenn Michael Egner (Solista).
María Gabriela Rodríguez**.
Lucía Colombo Pastori.
Andrés Eloy Rodríguez.
Oboes
Lido Guarneri (Solista).
Jorge Alcarra**.
Laura López*.
Hermes Sánchez.
Corno Inglés
Claudio Bondy*.
Clarinetes
Mark Friedman (Solista).
Alejandro Montes de Oca**.
Alessandro García Mendoza.
Clarinete Bajo
Eleonora Troncone*.
Fagotes
Filiberto Núñez (Solista).
Geronis Bravo**.
Rubén Oscher*.
Contrafagot
Georges Philippart*.
Cornos
Joel Arias (Solista).
Eduardo Arias **.
Atahualpa Vegas*.
Guiomar Hernández.
Liber Oscher.
Benjamín Adriani.
Trompetas
Vicente Freijeiro **.
Jonás Rodríguez*.
Bogdan Kalmouk*.
Pedro González.
Trombones
Angelo Pagliuca (Solista).
Domingo Pagliuca **.
Miguel Sánchez *.
Trombón Bajo
Eduardo Medouze*.
Tuba
Esteban Villegas (Solista).
Arpa
Anna De Rogatis.
Timbales y Percusión
Ricardo Alvarado (Solista).
Mauricio García.
María Carolina Redondo.
Ronald Bonilla.
Denis M. Fallas.

Teclados
Arnaldo Pizzolante (Solista).

Principal de Sección = (Solista)
Asistente *
Solista Asociado **

## Grabaciones
Entre las grabaciones de la Orquesta Sinfónica Venezuela está la realización de un álbum conmemorativo del septuagésimo aniversario de la institución, en el que participaron dos reconocidos pianistas venezolanos como lo son Edith Peña y Arnaldo Pizzolante, con obras de Maurice Ravel, Francis Poulenc y Camille Saint-Saens, además de la Obertura e Introducción de Manón, obra de Federico Ruiz, bajo la conducción de Alfredo Rugeles. Asimismo grabaron el CD Tríptico para el Tercer Milenio y Seis Tonadas de Simón Díaz del compositor venezolano Juan Carlos Núñez, un álbum de cuatro discos compactos denominado «Mi Querida Venezuela», todos con música autóctona del país. 
En 2008, el Diario El Universal lanzó a la venta una colección de diez CD con la Orquesta Sinfónica Venezuela dirigida por Eduardo Chibás que alcanzó vender cerca de 200.000 unidades. En la más destacada página web dedicada a la discografía de Bruckner (www.abruckner.com) han hecho especial reconocimiento a esta colección.